# Hřebíčkovec
Hřebíčkovec (Syzygium), česky též syzygium, je rod rostlin z čeledi myrtovité. Jsou to převážně stromy se vstřícnými jednoduchými listy a pravidelnými květy s množstvím nápadných tyčinek. Opyluje je široká paleta různých opylovačů. Hřebíčkovec je rozsáhlý rod, zahrnující asi 1200 druhů. V minulosti byl spojován s rovněž rozsáhlým, převážně americkým rodem Eugenia. Je rozšířen v tropech a subtropech Starého světa od Afriky po Nový Zéland a Havaj. Nejvíc druhů roste v jihovýchodní Asii. Hřebíčkovce mají mnohostranné využití. Celá řada druhů má jedlé plody, některé z nich jsou pěstovány jako ovocné a okrasné dřeviny v tropech celého světa. Hřebíčkovec vonný poskytuje koření známé jako hřebíček. Četné druhy mají význam v tradiční medicíně.

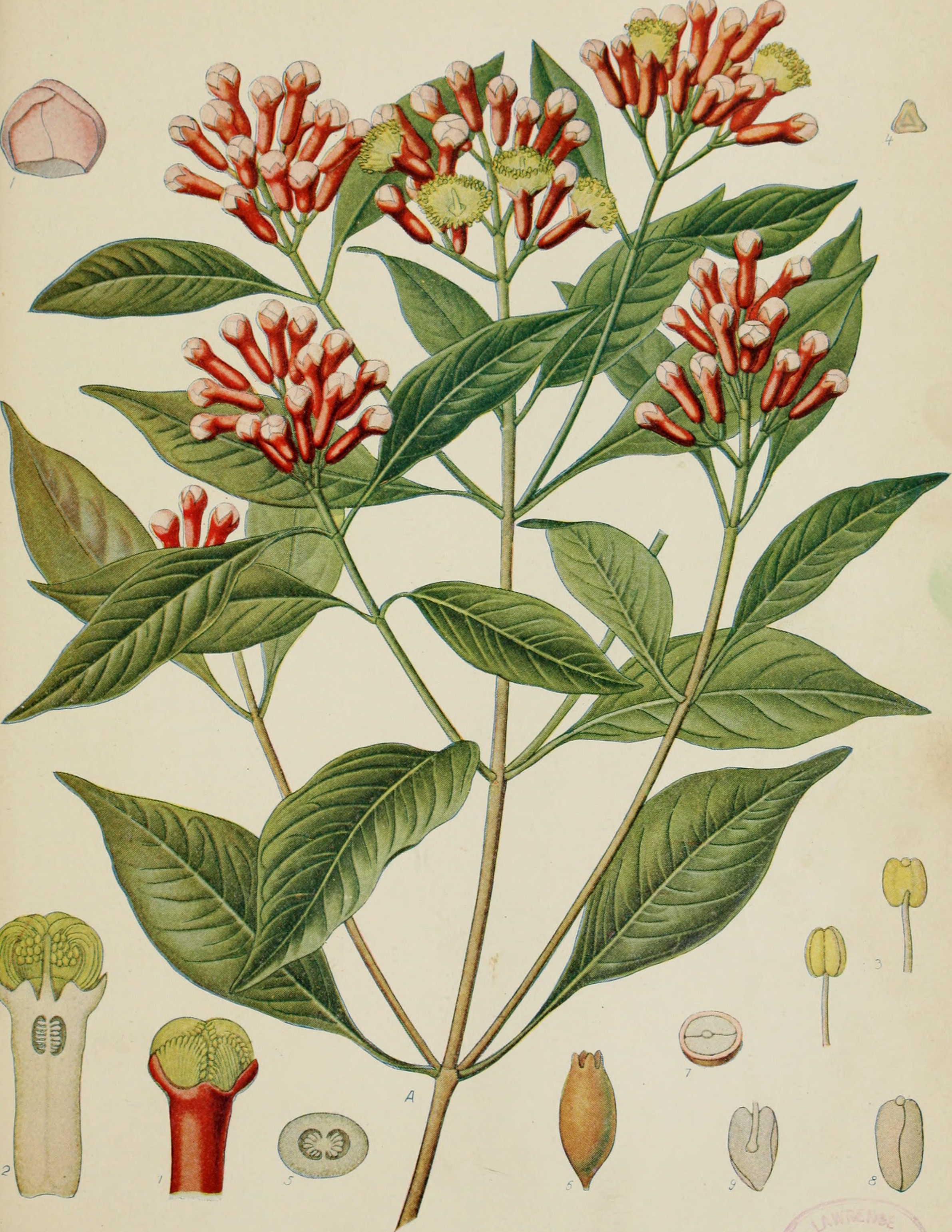
Ilustrace hřebíčkovce vonného z roku 1896

## Popis
Hřebíčkovce jsou převážně stálezelené stromy dorůstající výšky až 45 metrů a průměru kmene přes 1,5 metru, řidčeji keře o velikosti od 1 metru. Některé druhy (např. S. cumini) jsou v sušších oblastech krátce opadavé. Kmeny některých zástupců mají u paty silně vyvinuté kořenové náběhy. Rostliny jsou většinou lysé, bez chlupů. Listy jsou jednoduché, vstřícné nebo výjimečně přeslenité či střídavé, řapíkaté až téměř přisedlé, 2,5 až 50 cm dlouhé. Čepel listů je papírovitá nebo kožovitá, žláznatě tečkovaná. Žilnatina je zpeřená, postranní žilky jsou obvykle husté, pouze u některých druhů řídké. Květy jsou stopkaté nebo přisedlé, pravidelné, uspořádané ve vrcholových nebo úžlabních vrcholících skládajících laty, případně v hroznech. Některé druhy jsou kauliflorní.
Češule je kuželovitá nebo hruškovitá. Kalich je vytrvalý nebo opadavý, tvořený 4 nebo 5, zřídka i více laloky. Laloky kalicha jsou buď srostlé a opadávající v celku nebo jednotlivé. Koruna je složená ze 4 nebo 5, zřídka více korunních lístků. Tyčinek je mnoho a na bázi bývají krátce srostlé. Semeník je spodní, srostlý ze 2 nebo 3 plodolistů a se stejným počtem komůrek obsahujících mnoho vajíček. Plodem je zpravidla jednosemenná, řidčeji dvousemenná bobule o velikosti 0,5 až 7 cm. Plody jsou hruškovité, kulovité nebo elipsoidní, na vrcholu s vytrvalým kalichem obklopujícím mělkou nebo hlubokou prohlubeň. Semena jsou elipsoidní až téměř kulovitá, 0,3 až 3 cm velká.

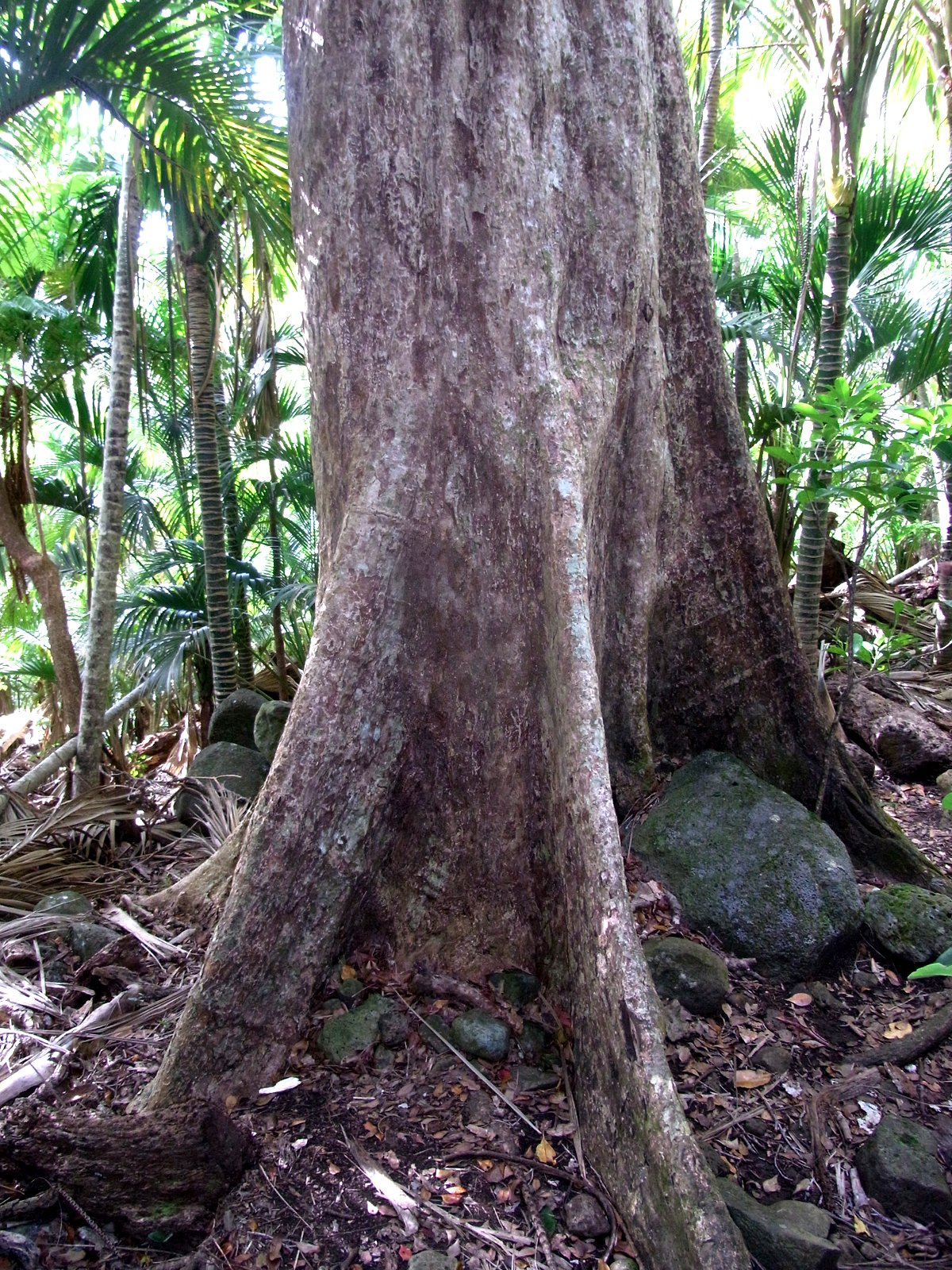
Kmen S. fullagarii s kořenovými náběhy
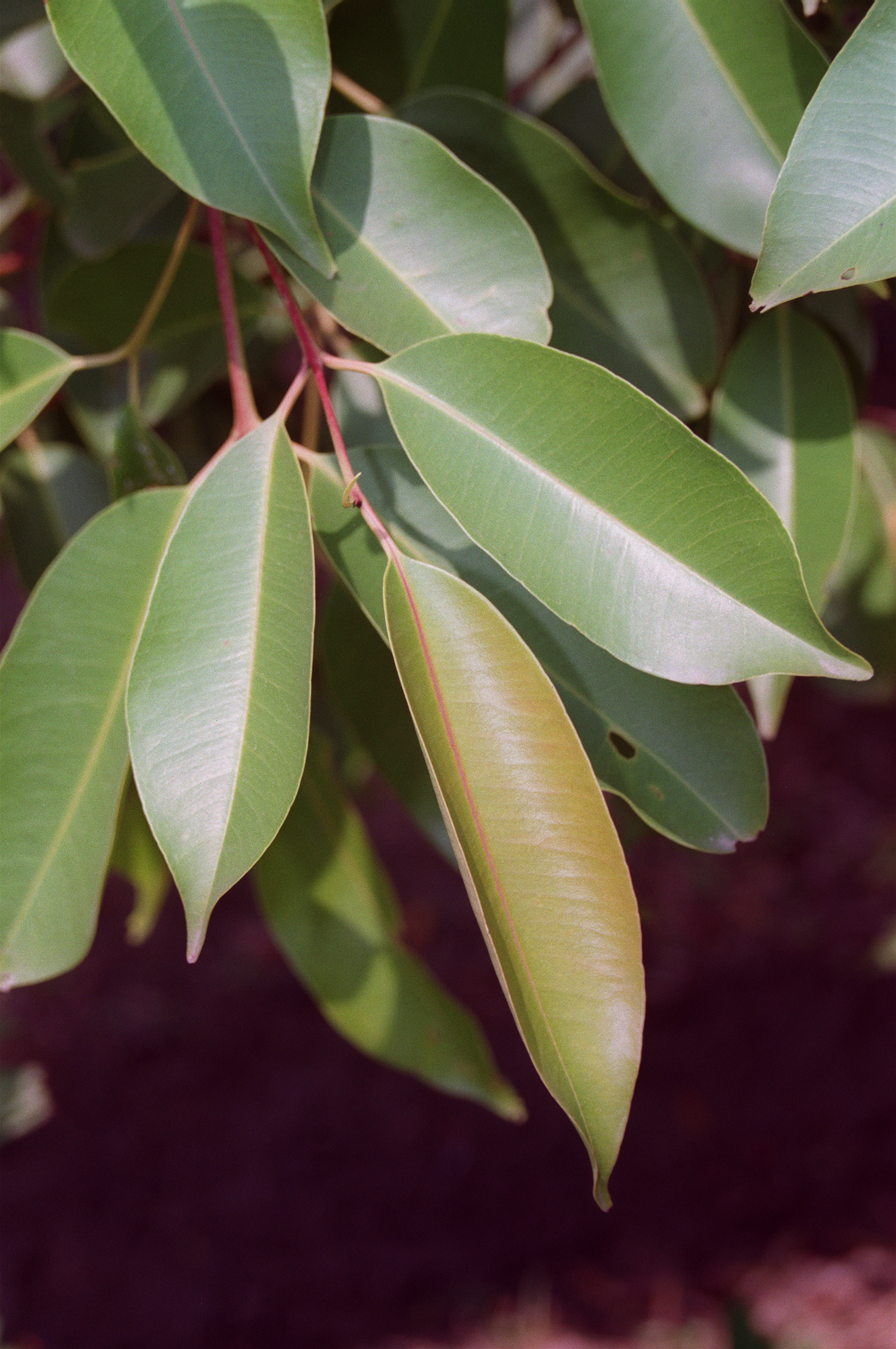
Větévka hřebíčkovce šabrejového
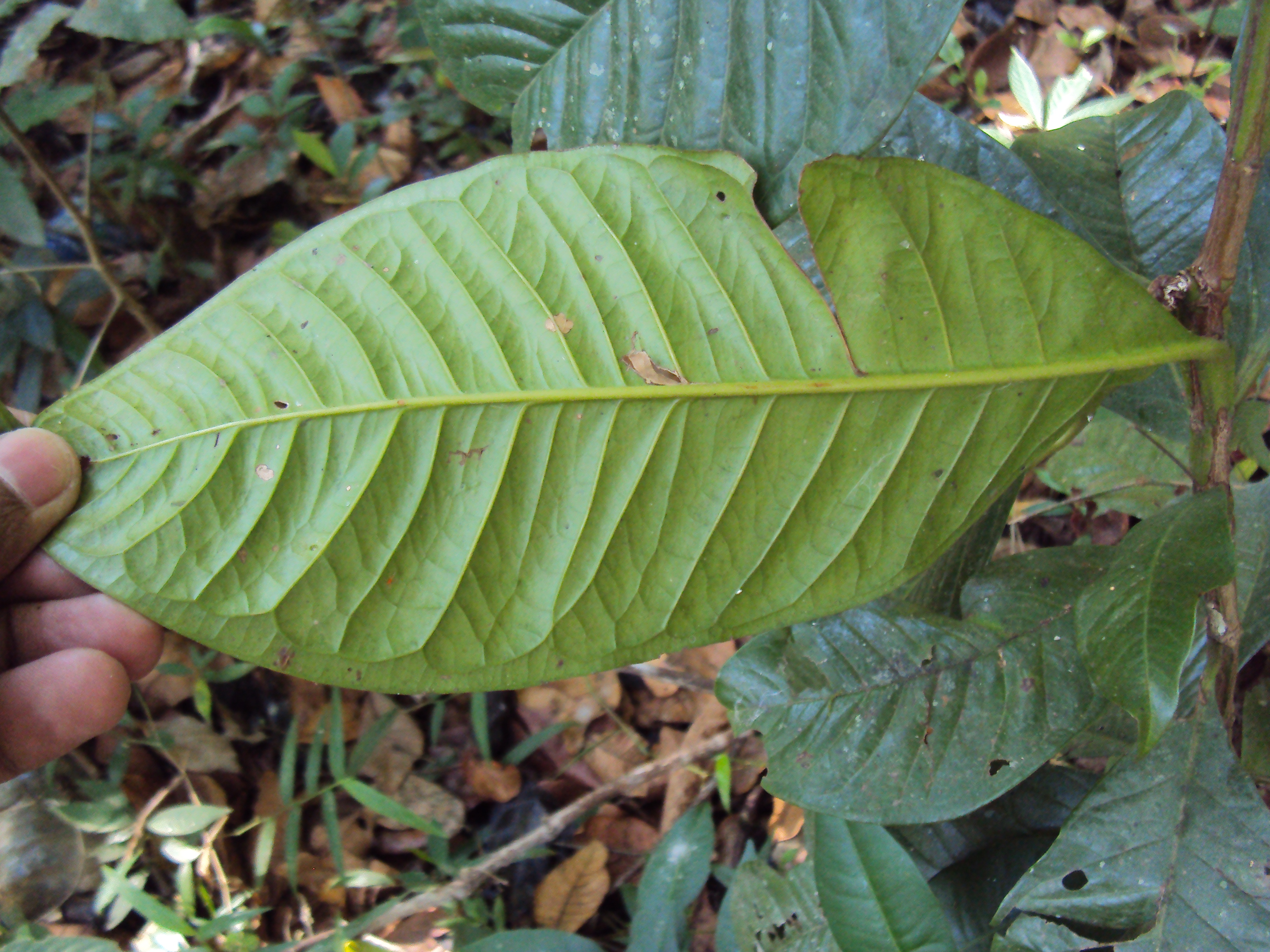
Rozměrný list S. stocksii
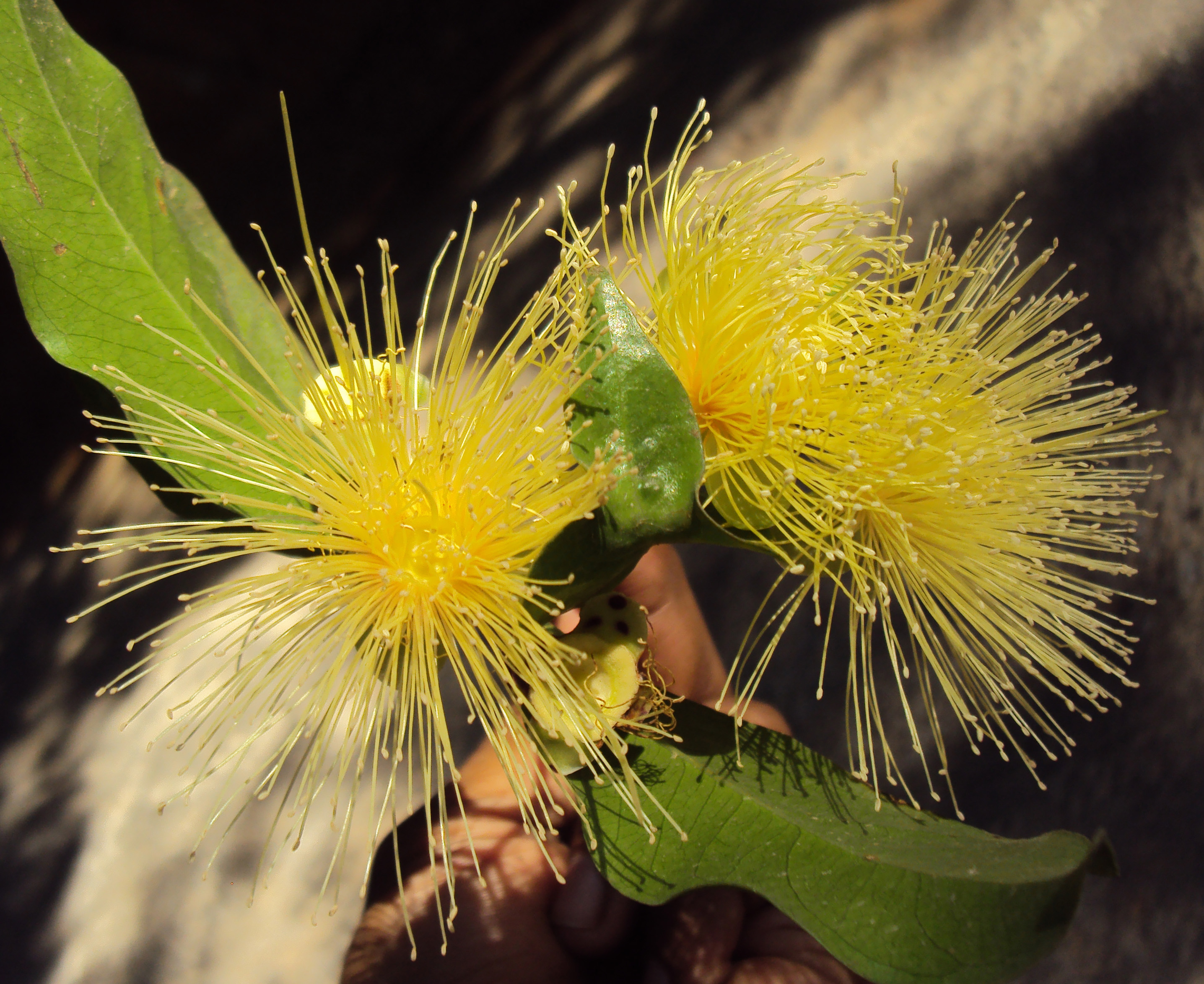
Květy S. laetum
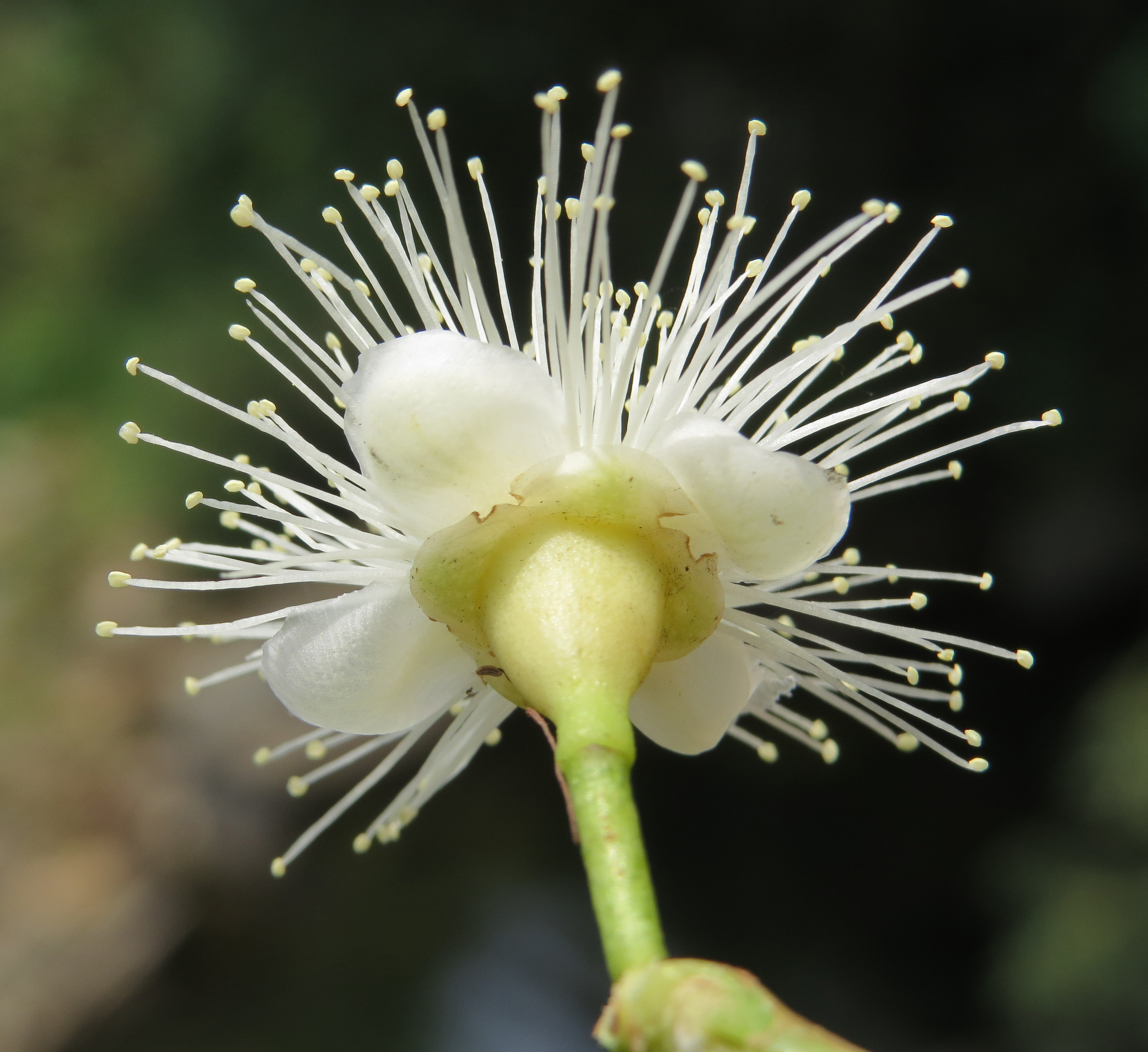
Detail květu S. hemisphericum

## Rozšíření
Rod hřebíčkovec zahrnuje asi 1200 druhů. Je to druhově nejbohatší stromovitý rod v Asii. Je rozšířen v tropech a subtropech Starého světa od Afriky přes tropickou Asii po Austrálii, Nový Zéland a Havaj. Nejvíc druhů roste v Malajsii, předpokládané vývojové centrum je v oblasti Austrálie a Melanésie. Z Číny je uváděno 80 druhů, z toho 45 endemických. V Japonsku roste jediný druh, S. myrtifolium. Na Borneu roste přes 200 druhů, na Filipínách podobně, v kontinentální tropické Asii asi 100, na Malajském poloostrově asi 160. Každá z těchto oblastí má velký počet endemických druhů hřebíčkovce. V Austrálii roste asi 50 druhů. Z Madagaskaru je uváděno 19 endemických druhů a 3 zdomácnělé.
Hřebíčkovce rostou zejména v nížinných a nižších horských tropických deštných lesích v nadmořských výškách do 1200 metrů.

## Ekologické interakce

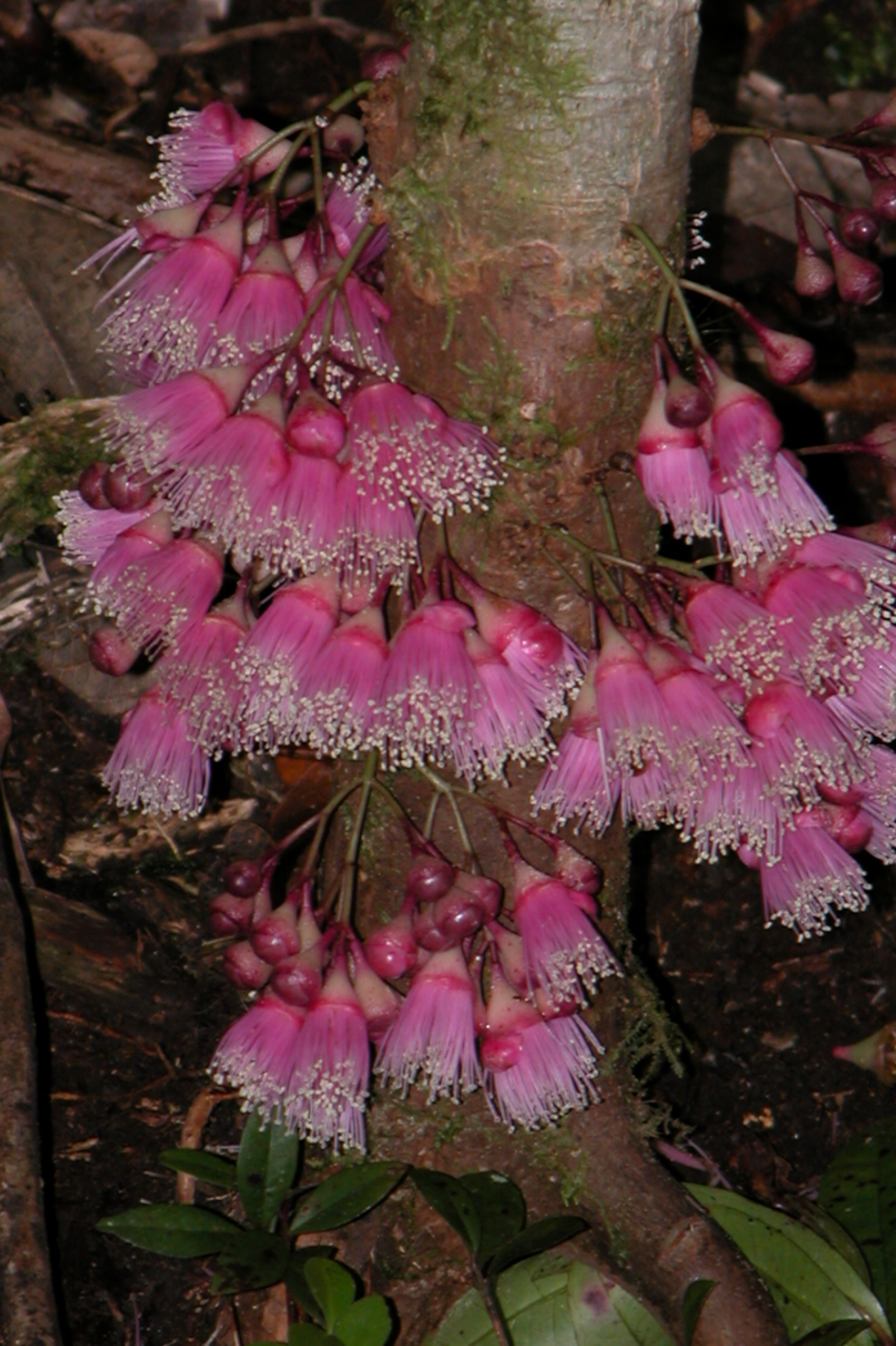
Kauliflorní druh S. cordemoyi

Květy hřebíčkovců jsou navštěvovány širokou paletou nespecifických opylovačů, sbírajících pyl a nektar. Podobně jako i jiných myrtovitých se na přilákání opylovačů podílejí i nápadné a často pestře zbarvené tyčinky. U některých druhů dochází k samoopylení, jiné jsou cizosprašné. Navštěvují je possumové (např. vakoplch dlouhoocasý), netopýři, ptáci, motýli, včely, vosy, mouchy, mravenci a jiný hmyz.
Na květech druhu S. tierneyanum v Austrálii bylo napočítáno celkem 45 různých denních i nočních opylovačů, mezi nimi 7 druhů ptáků, 9 druhů motýlů, 16 druhů můr, dále netopýři, včely, mravenci, vosy, bzučivky, vrtule a brouci. Nejúčinnějšími opylovači tohoto druhu jsou medosavky a lišajové.
Mohutný druh S. syzygioides z deštného pralesa jihovýchodní Asie rozkvétá masivně a synchronizovaně drobnými květy v bohatých květenstvích. Květy nejčastěji navštěvují blanokřídlí, mouchy a motýli.
Na květech druhu S. dealatum na Samoa byl jako častý host dokonce pozorován scink Emoia cyanura.
Plody jsou důležitou potravou primátů. Vyhledávají je i další savci včetně netopýrů a ptáci.
Plody S. guineense konzumují v Africe šimpanzi, kteří plody přežvýkají a semena pak s přežvýkaným žvancem vyplivují, což je v rámci rostlinné říše unikátní způsob šíření semen. Plody S. oblatum konzumují v Asii netopýři, zejména kaloň Leschenaultův (Rousettus leschenaultii) a kaloň krátkonosý (Cynopterus sphinx), kteří jsou schopni šířit semena na velké vzdálenosti.
Hřebíčkovce jsou v Austrálii živnou rostlinou celé řady motýlů, zejména z čeledi modráskovití (Arhopala micale, A. wildei, Hypolycaena phorbas, Anthene seltuttus, Jamides cyta, Udara tenella) a také soumračníkovitého motýla Chaetocneme critomedia. V Africe se na listech S. cordatum živí housenky babočkovitých motýlů Charaxes protoclea a Ch. druceanus a modráskovitých motýlů rodu Deudorix. Na Madagaskaru konzumuje listy hřebíčkovců málozubý savec kuskus medvědí (Ailurops ursinus), na Sulawesi housenky modrásků Flos apidanus a Jamides cyta.

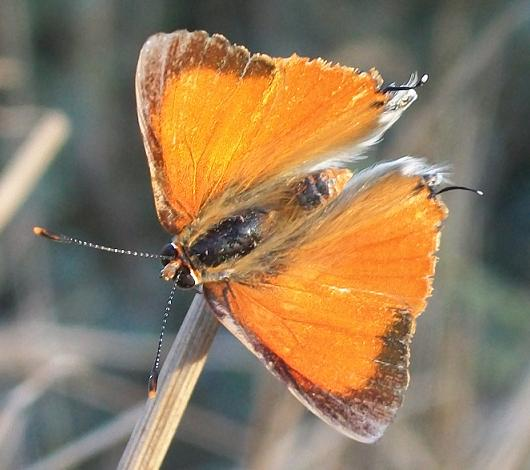
Soumračník Deudorix antalus
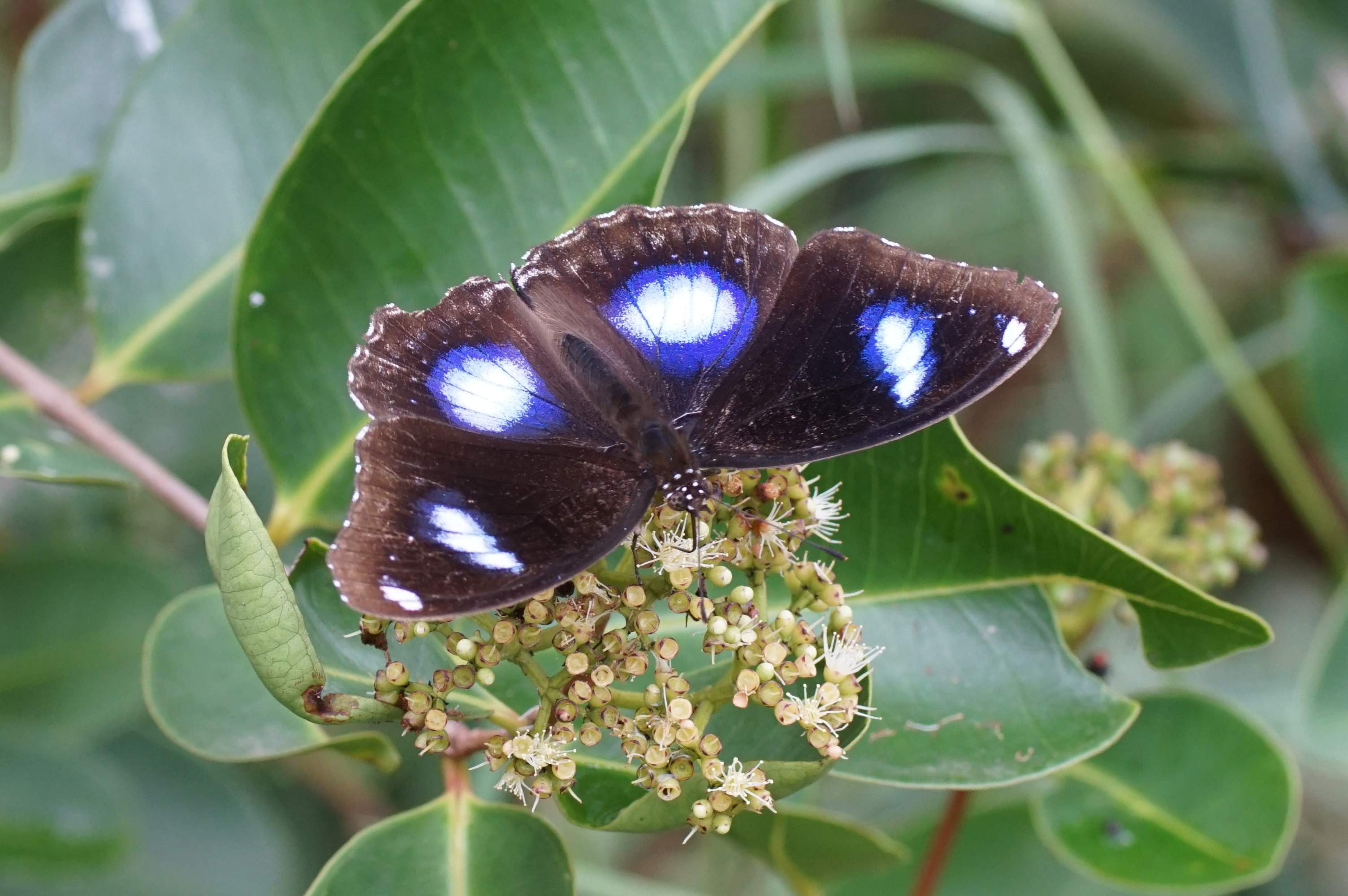
Hypolimnas bolina na květech hřebíčkovce
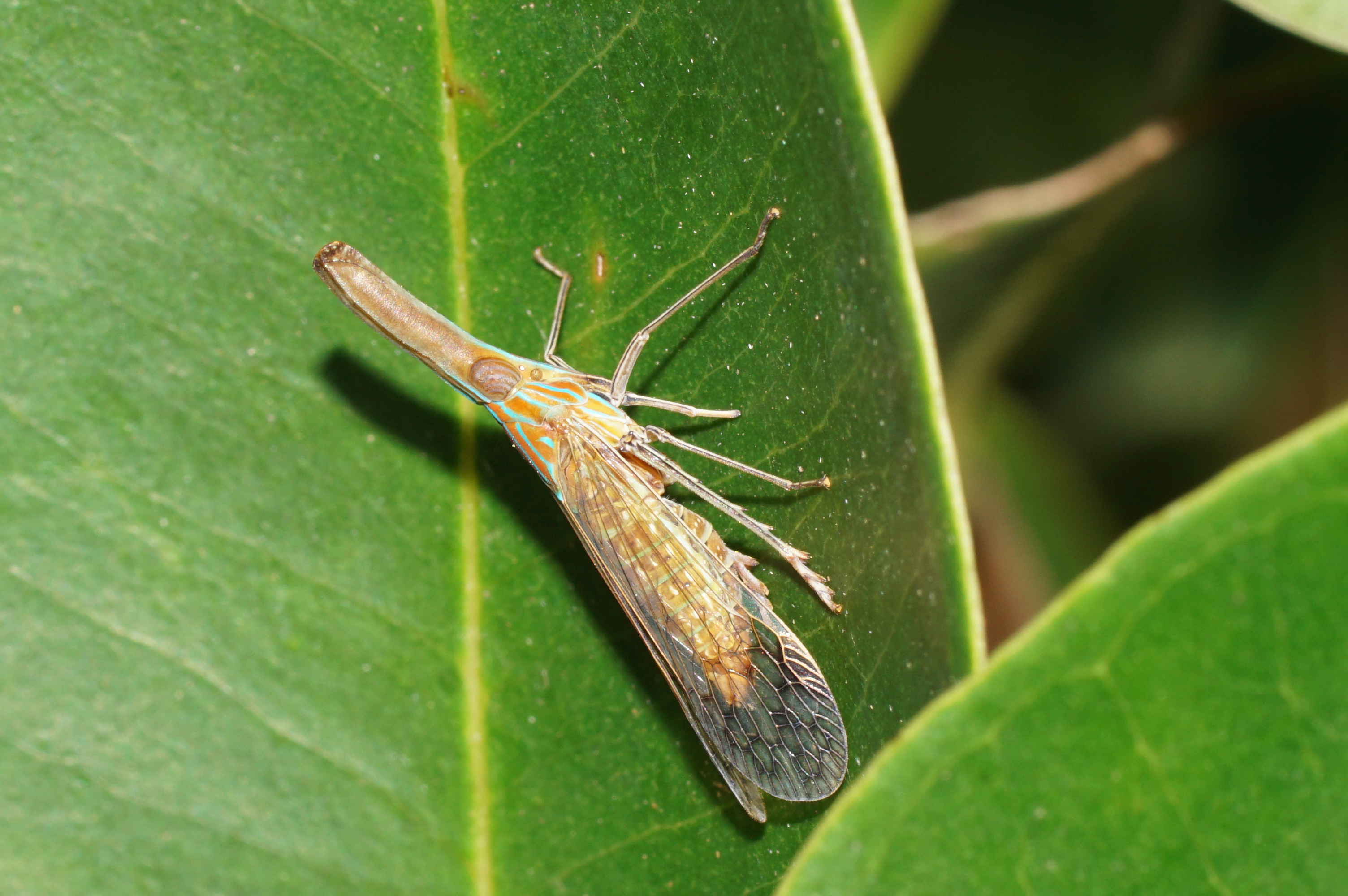
Křís z čeledi Dictyopharidae na S. jambos
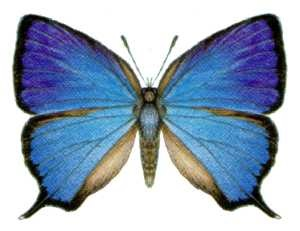
Modrásek Arhopala micale

## Taxonomie
Rod Syzygium je v rámci čeledi myrtovité řazen do podčeledi Myrtoideae a samostatného tribu Syzygieae. V současné taxonomii je pojímán šířeji a jsou v něm zahrnuty i bývalé rody Acmena, Acmenosperma, Cleistocalyx, Piliocalyx, Waterhousea a Pseudeugenia. V tomto pojetí je monofyletický. Rod je dále členěn do 6 podrodů: Anetholea, Wesa, Perikion, Sequestratum, Acmena a Syzygium. Největší podrod je Syzygium, bazální větví je podrod Wesa. Je to komplikovaný a dosud málo prostudovaný rod. Četné druhy jsou si velmi podobné a navíc jsou silně variabilní.
Rod Syzygium byl v minulosti vřazován do rodu Eugenia. Řada znaků sice oba rody jasně vymezuje, jejich oddělení na základě jednoho znaku však není možné, neboť se jednotlivé znaky překrývají. Rod Eugenia je v současné taxonomii řazen do jiného tribu čeledi myrtovitých.

## Obsahové látky a jedovatost
Silice hřebíčkovce vonného obsahuje zejména eugenol (až 80 %), dále octan eugenolu a β-karyofylen. Silice S. jambos obsahuje převážně pinen a limonen. Kůra afrického druhu S. guineense je jedovatá.

## Zástupci
- hřebíčkovec vonný (Syzygium aromaticum), syn. hřebíčkovec kořenný
- hřebíčkovec malajský (Syzygium malaccense)
- hřebíčkovec myrtolistý (Syzygium paniculatum)
- hřebíčkovec šabrejový (Syzygium cumini)

## Význam
Hřebíčkovce poskytují mnohostranný užitek. Z poupat hřebíčkovce vonného se získává koření hřebíček, četné druhy mají jedlé plody, těží se pro dřevo, pěstují se v tropech a subtropech jako okrasné dřeviny, poskytují barviva nebo se využívají v medicíně.

### Potraviny a pochutiny
Nejznámějším zástupcem je hřebíčkovec vonný, jehož sušená poupata se používají jako koření hřebíček. Rostlina pochází z Moluckých ostrovů, v současnosti se pěstuje zejména v Zanzibaru, Indonésii a na Madagaskaru. Historie jejího využití je velmi stará. Jako koření se používají též listy asijského druhu S. polyanthum.
Plody celé řady druhů hřebíčkovce jsou jedlé. Konzumují se čerstvé, míchají se do salátů nebo se vaří či kandují. Oblíbené ovoce poskytují zejména hřebíčkovec šabrejový (S. cumini), S. aqueum a S. samarangense, mezi běžně pěstované náleží i hřebíčkovec malajský (S. malaccense) a S. jambos. V Asii se na tržištích prodávají rovněž plody S. diospyrifolium. V Africe poskytuje jedlé plody S. guineense. Mladé listy hřebíčkovce šabrejového a některých dalších druhů jsou rovněž jedlé. Z plodů hřebíčkovce šabrejového se na Filipínách ve velkém množství vyrábí víno.

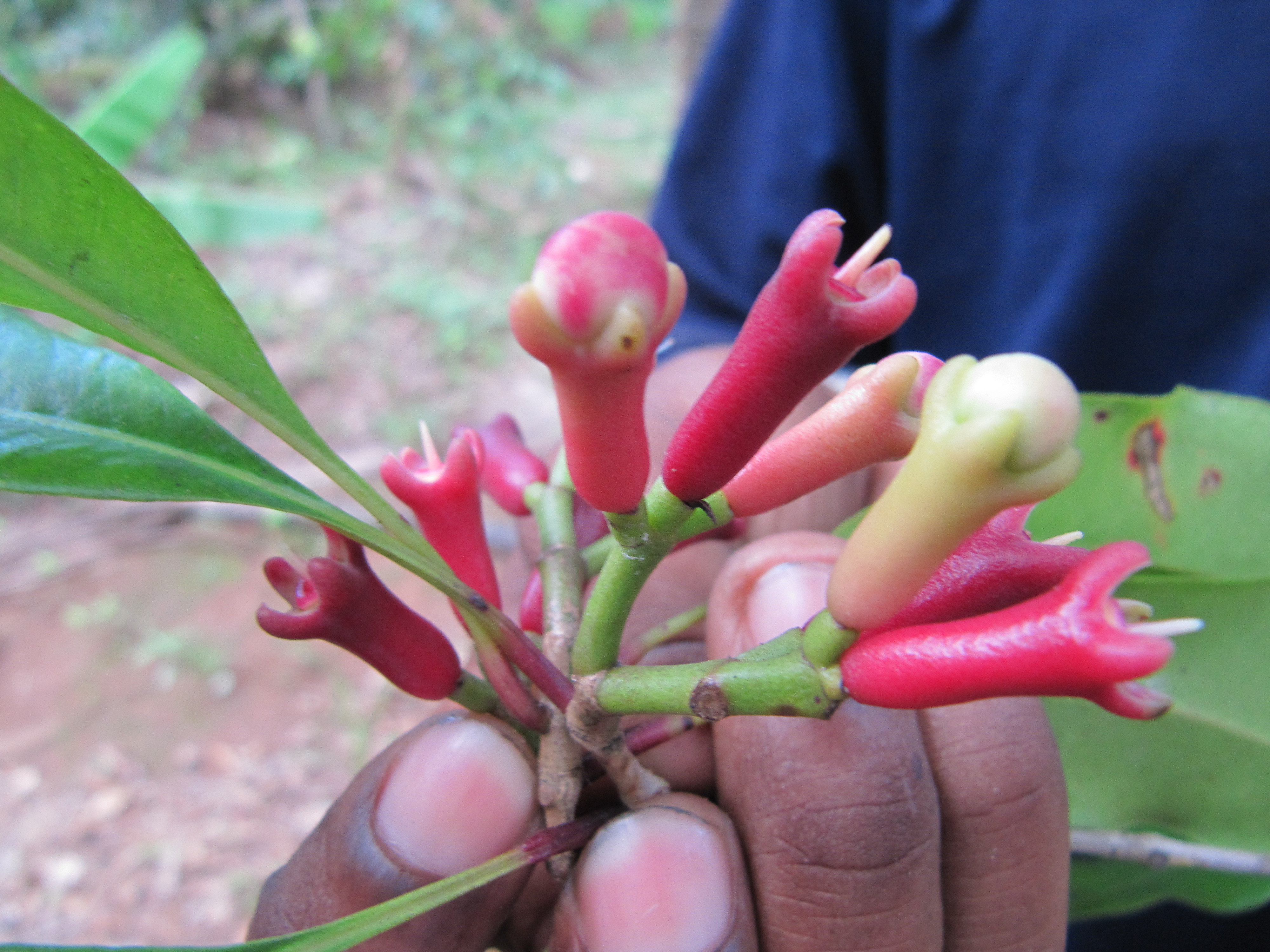
Poupata hřebíčkovce vonného
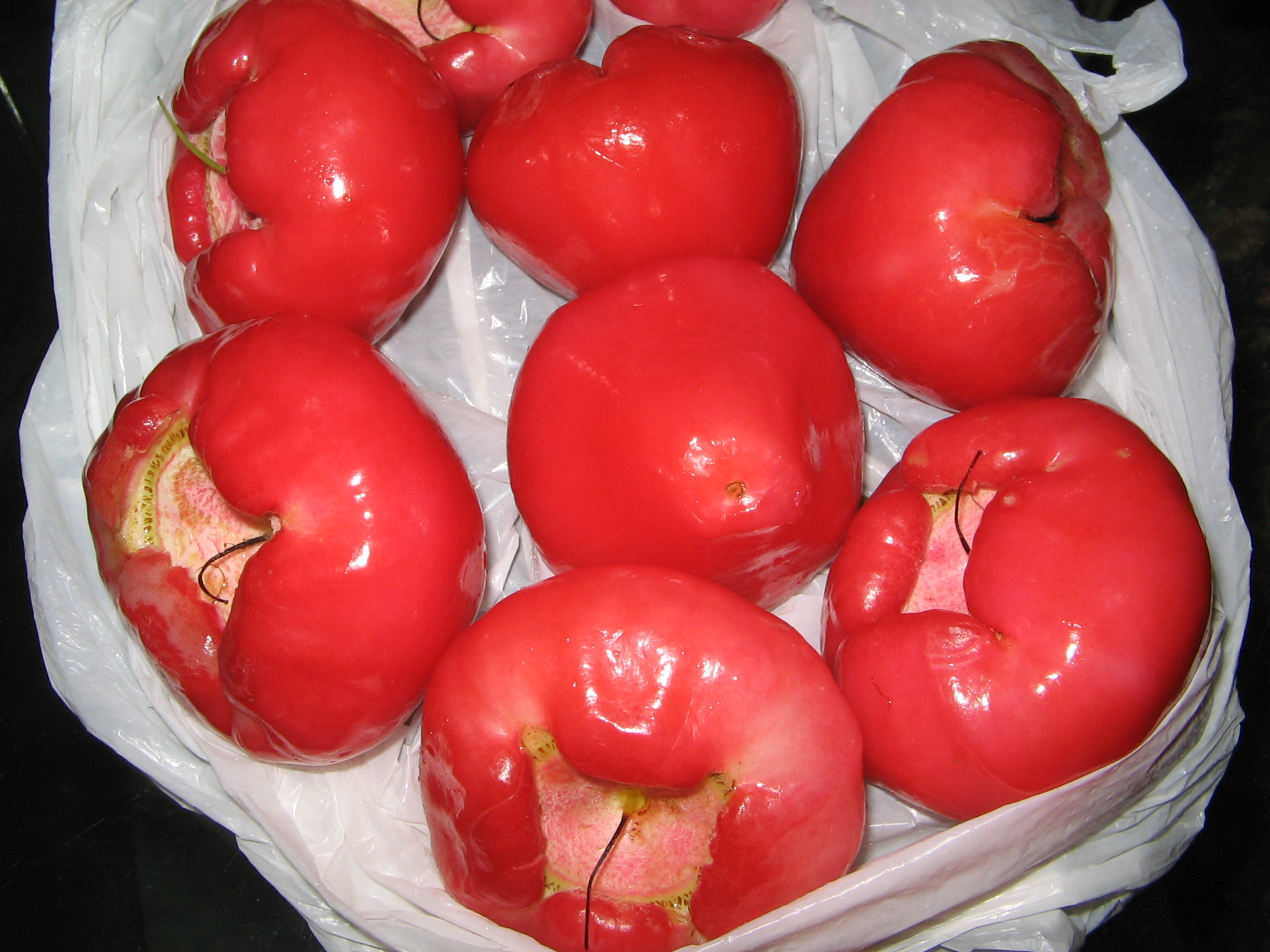
Plody hřebíčkovce S. aqueum
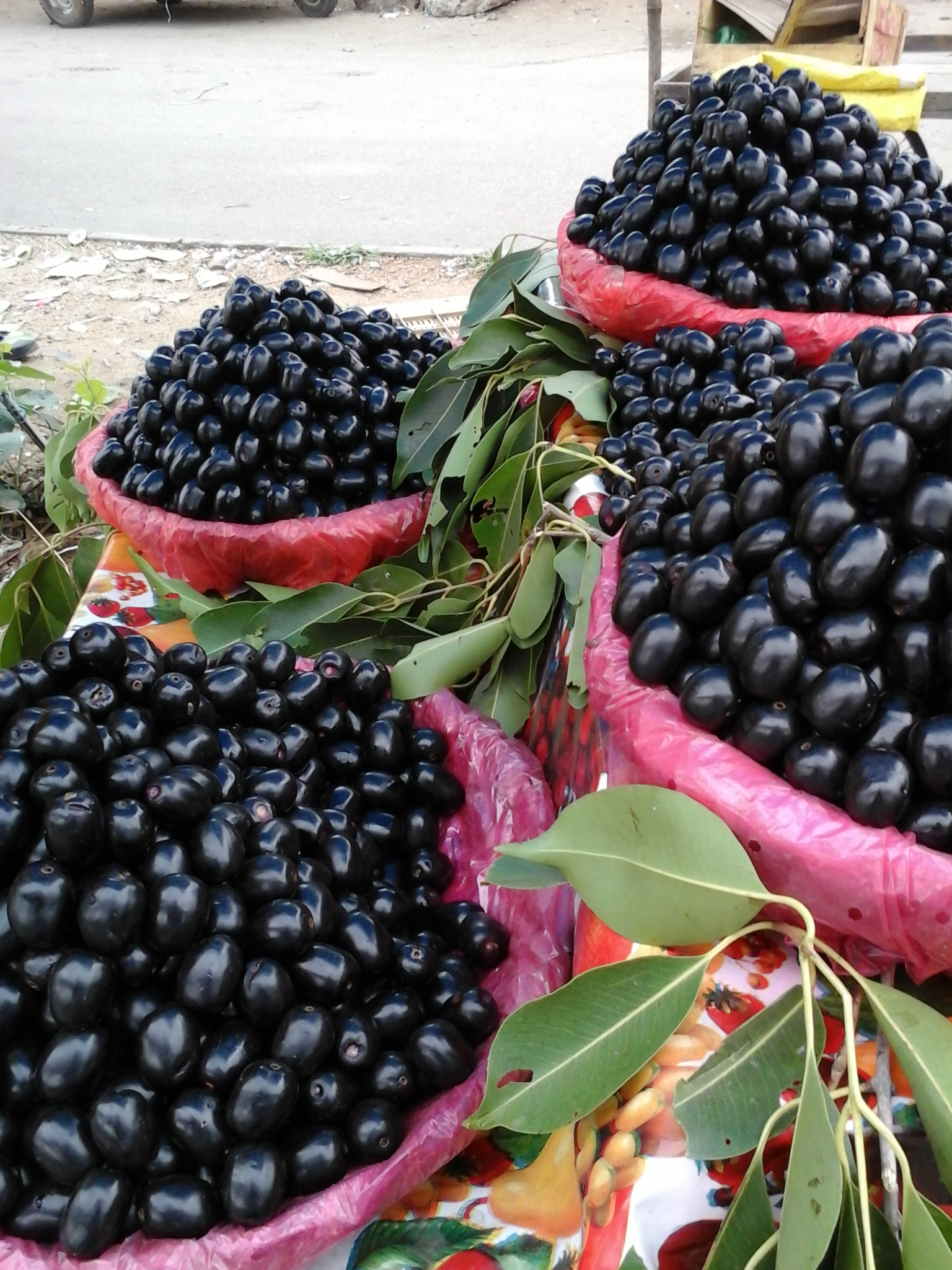
Plody hřebíčkovce šabrejového na trhu v Indii
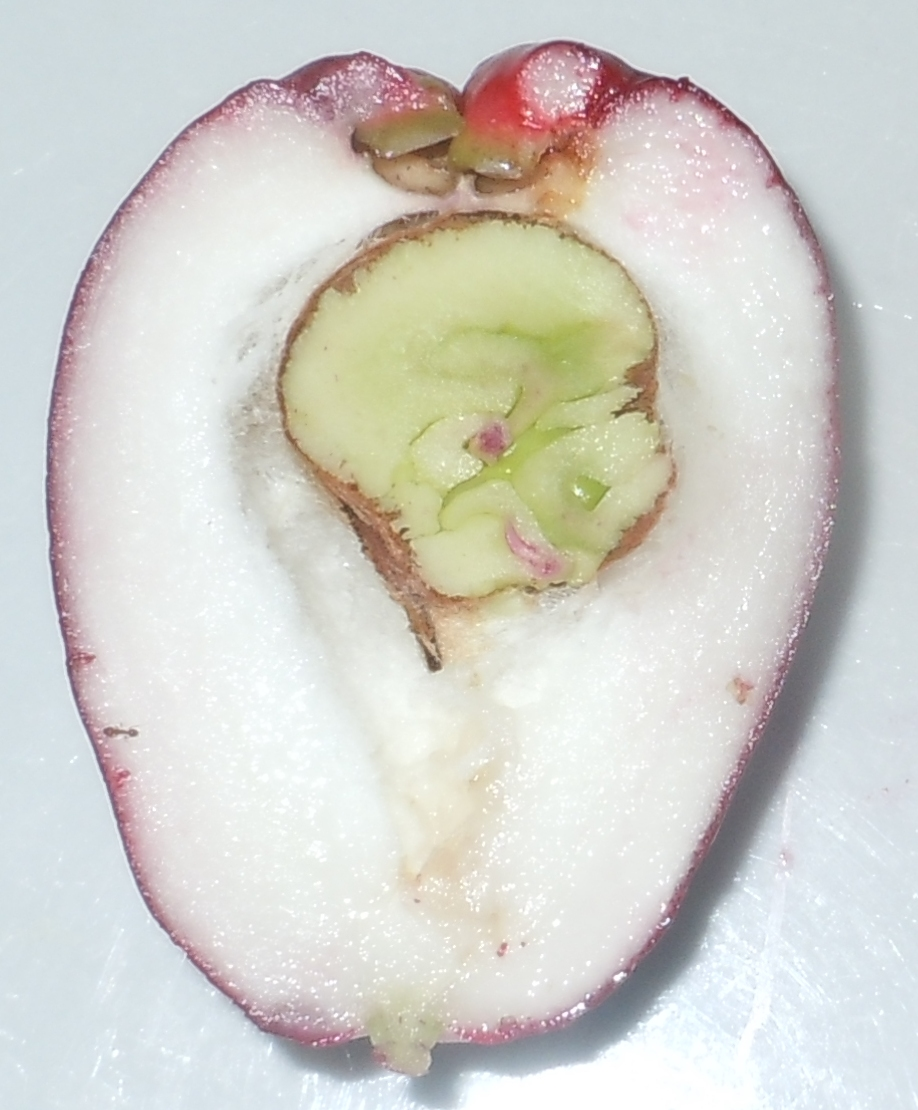
Rozkrojený plod hřebíčkovce malajského
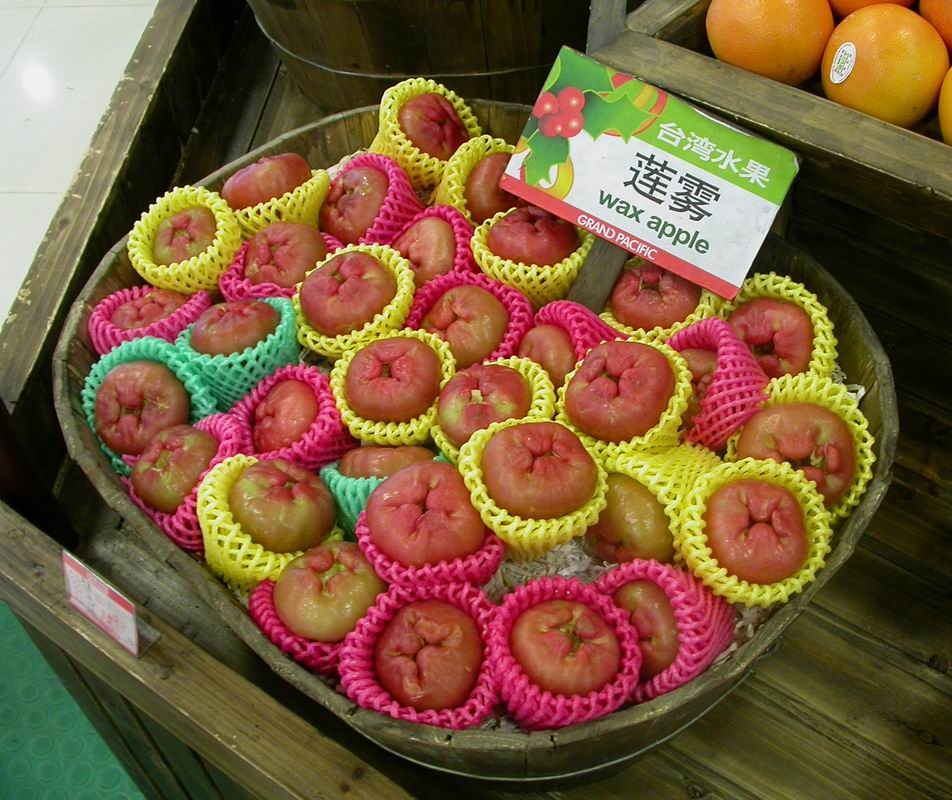
Plody S. samarangense na trhu na Tchaj-wanu

### Dřevo
Dřevo hřebíčkovců je světle hnědé, narůžovělé, červenohnědé až purpurově hnědé, těžké, středně tvrdé. Využívá se zejména místně ke stavbě domů a v tesařství. Dřevo asijského druhu S. grande a afrického S. cordatum slouží také ke stavbě lodí.
V Malajsii je dřevo hřebíčkovců označováno souhrnným názvem kelat. Aromatické dřevo hřebíčkovce šabrejového se používá při grilování. Dřevo různých druhů je vyhledáváno jako kvalitní topivo a k výrobě dřevěného uhlí.

### Okrasné rostliny a zemědělství
Hřebíčkovce jsou pohledné dřeviny a díky hustému olistění poskytují kvalitní stín. V tropech se často pěstují jako okrasné dřeviny. Mezi nejběžněji pěstované druhy náleží hřebíčkovec malajský (S. malaccense), hřebíčkovec šabrejový (S. cumini) a S. jambos. V Asii pěstuje také S. polyanthum. Druh S. campanulatum je ceněný zejména pro nápadně červené mladé výhony. Mohutný druh S. grande je v tropické Asii často vysazován podél cest jako stínící strom. Australský hřebíčkovec myrtolistý (S. paniculatum) je pěstován v nádobách jako přenosná či kbelíková rostlina. Květy hřebíčkovců poskytují hojnou pastvu včelám.
Ve Střední Americe se některé druhy pěstují jako stínící stromy na kávových plantážích a jako větrolamy.
Drobnolistý druh S. buxifolium se v Číně pěstuje jako bonsaj. Druh S. cumini je na Floridě invazní rostlina.

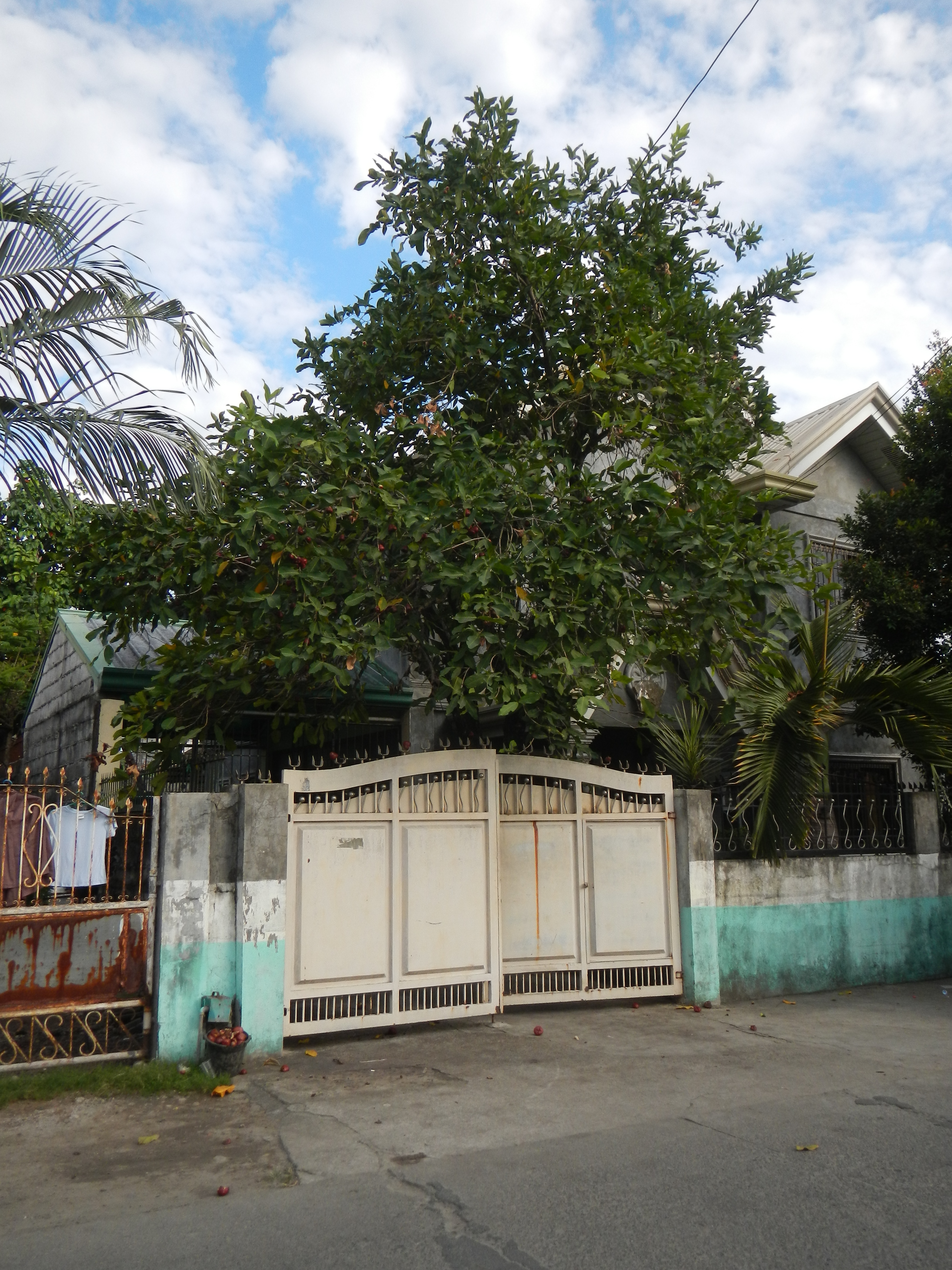
Hřebíčkovec S. samarangense v zahradě
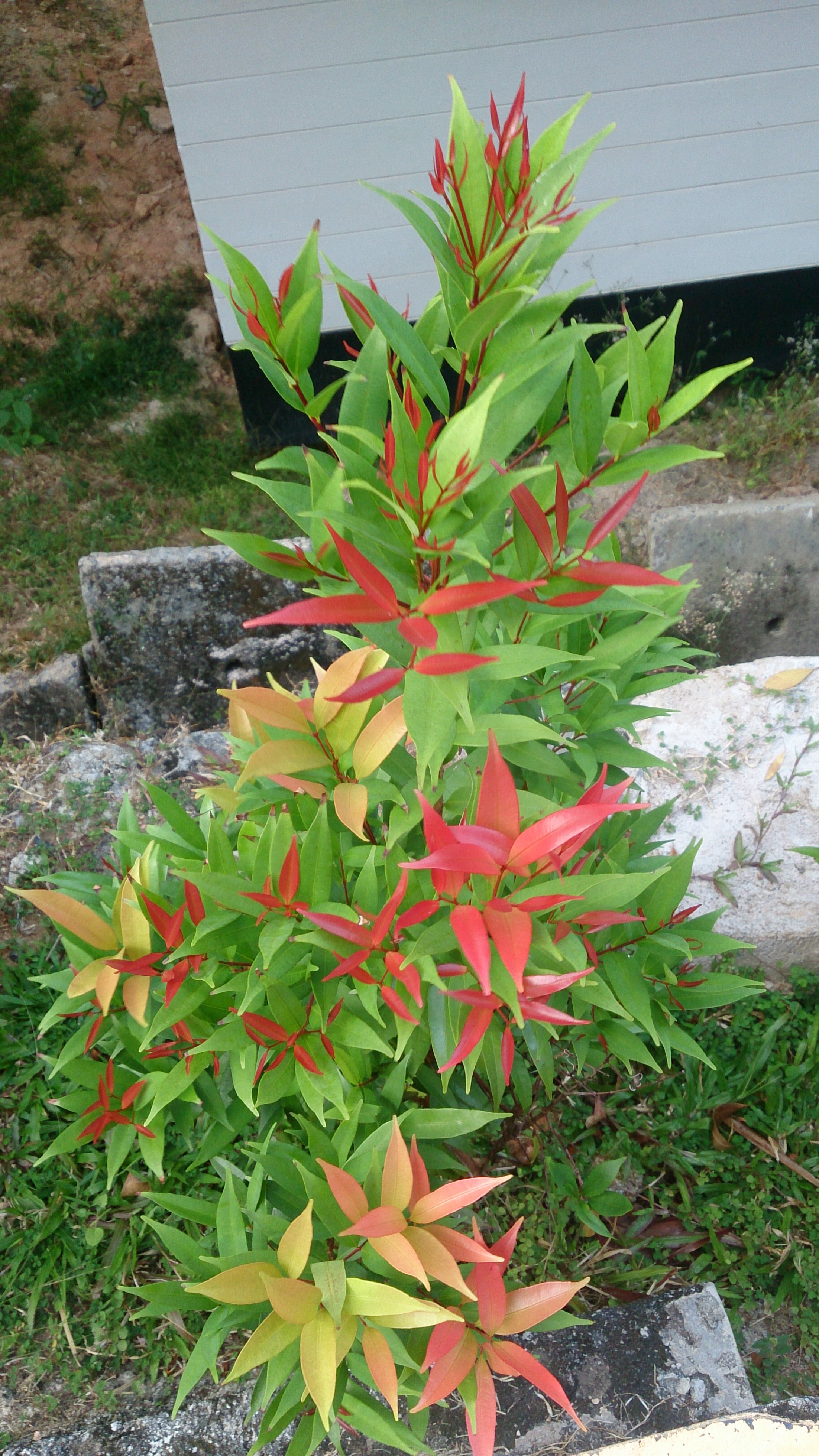
Hřebíčkovec S. campanulatum
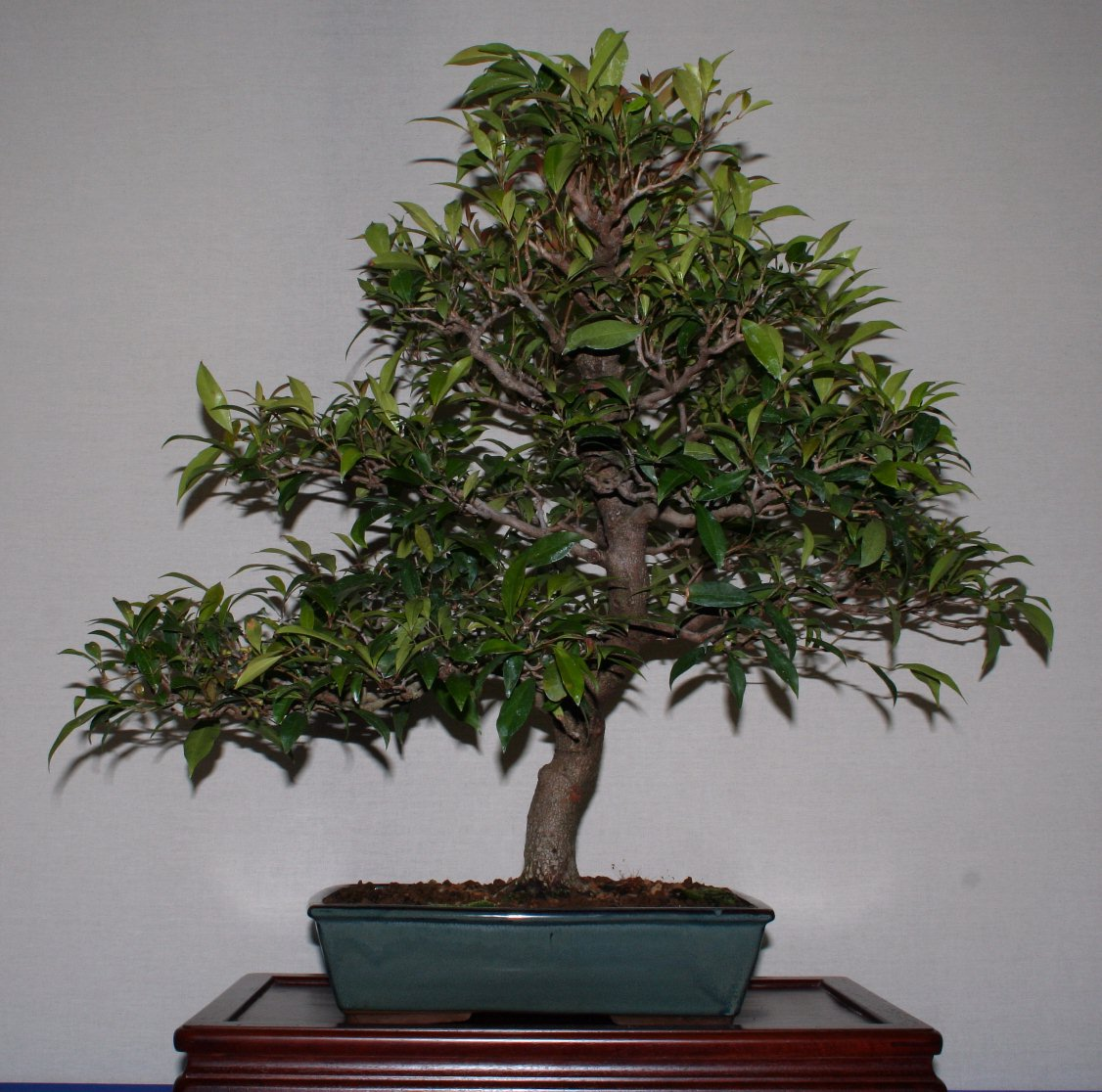
S. smithii jako bonsaj
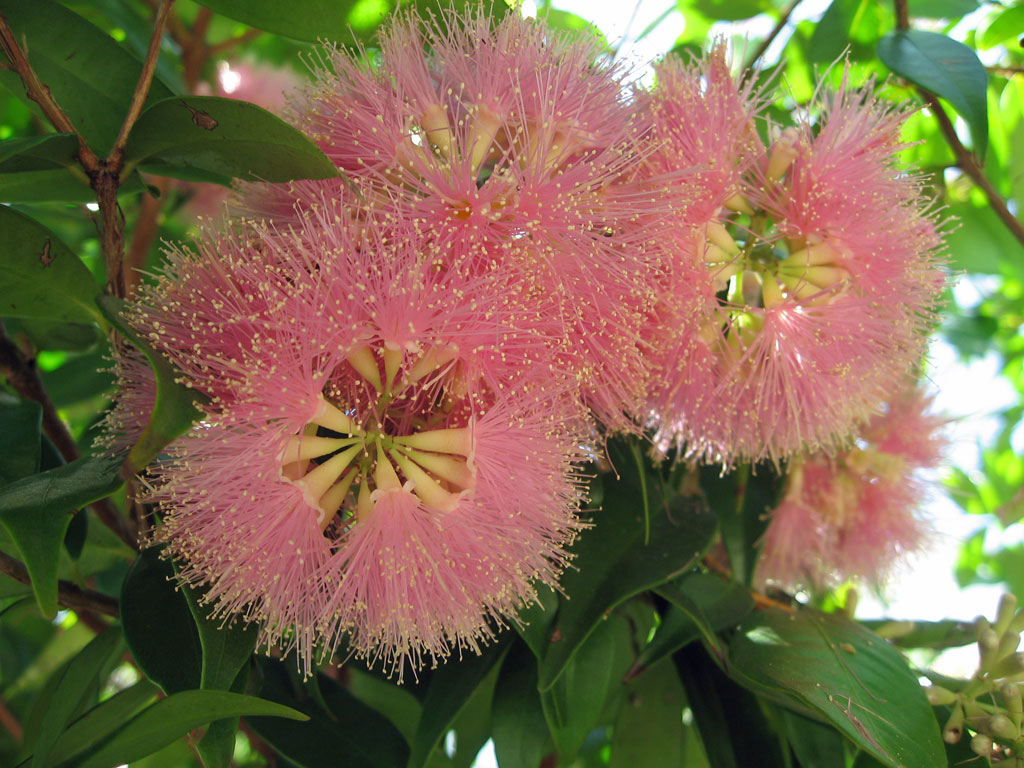
Ozdobné květy S. luehmannii
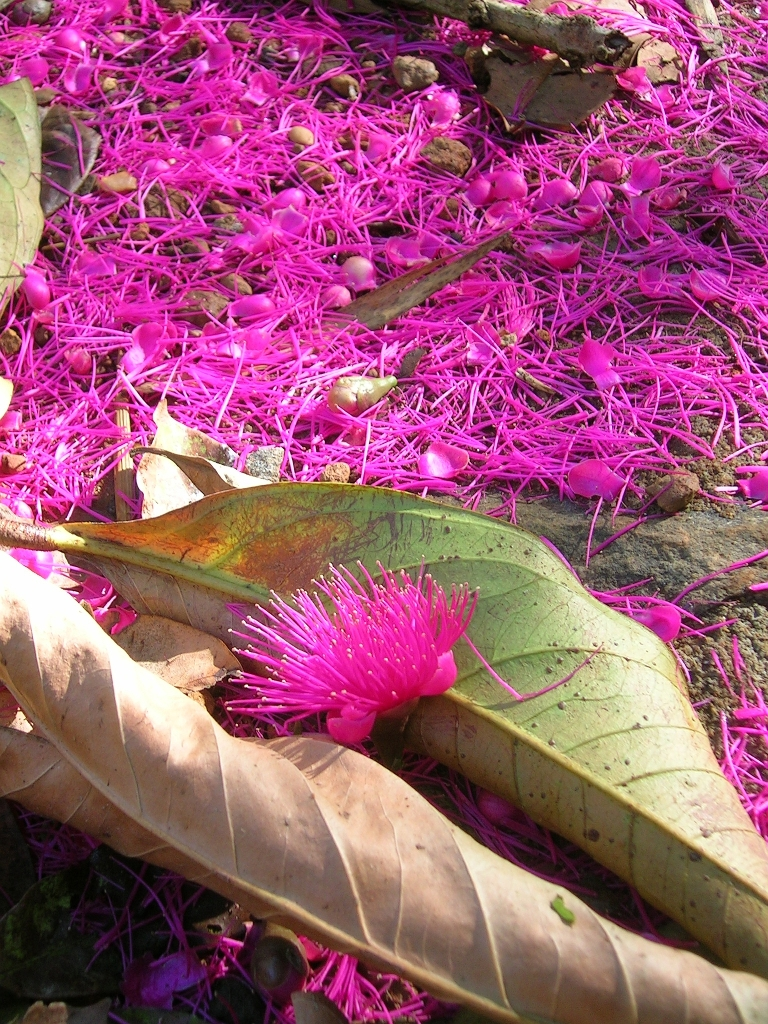
Opadané květy hřebíčkovce

### Lékařství a tradiční medicína
V tradiční medicíně Asie, Afriky i Austrálie jsou mnohé druhy hřebíčkovce používány zejména při různých trávicích potížích, horečce a podávají se jako antibiotikum. V jihovýchodní Asii patří mezi běžně používané druhy zejména S. antisepticum, S. jambos, S. malaccense, S. nervosum, S. polyanthum, S. samarangense a S. zimmermannii, v Austrálii S. nervosum a S. suborbiculare, v Africe S. guineense a S. cordatum. Nálev z listů, dřeva a plodů S. cumini je v Asii používán při léčbě diabetických pacientů ke kontrole hyperglykemie a glykosurie. Druh S. antisepticum je v Asii používán při léčbě syfilis a úplavice.
Extrakt z hřebíčkovce vonného má antibakteriální působení (včetně odolného Staphylococcus aureus) a vykazuje synergické působení s některými antibiotiky. Silice destilovaná z hřebíčkovce vonného má antibakteriální a antimykotický účinek. Používá se i zevně při nachlazení, bronchitidě, astma, revmatismu a artritidě. Její hlavní složkou je eugenol. Má význam i v zubním lékařství. V lidovém lékařství se koření hřebíček používá při bolestech zubů, neboť má místně znecitlivující účinek. V Asii se při bolestech zubů používá též odvar z plodů hřebíčkovce šabrejového.

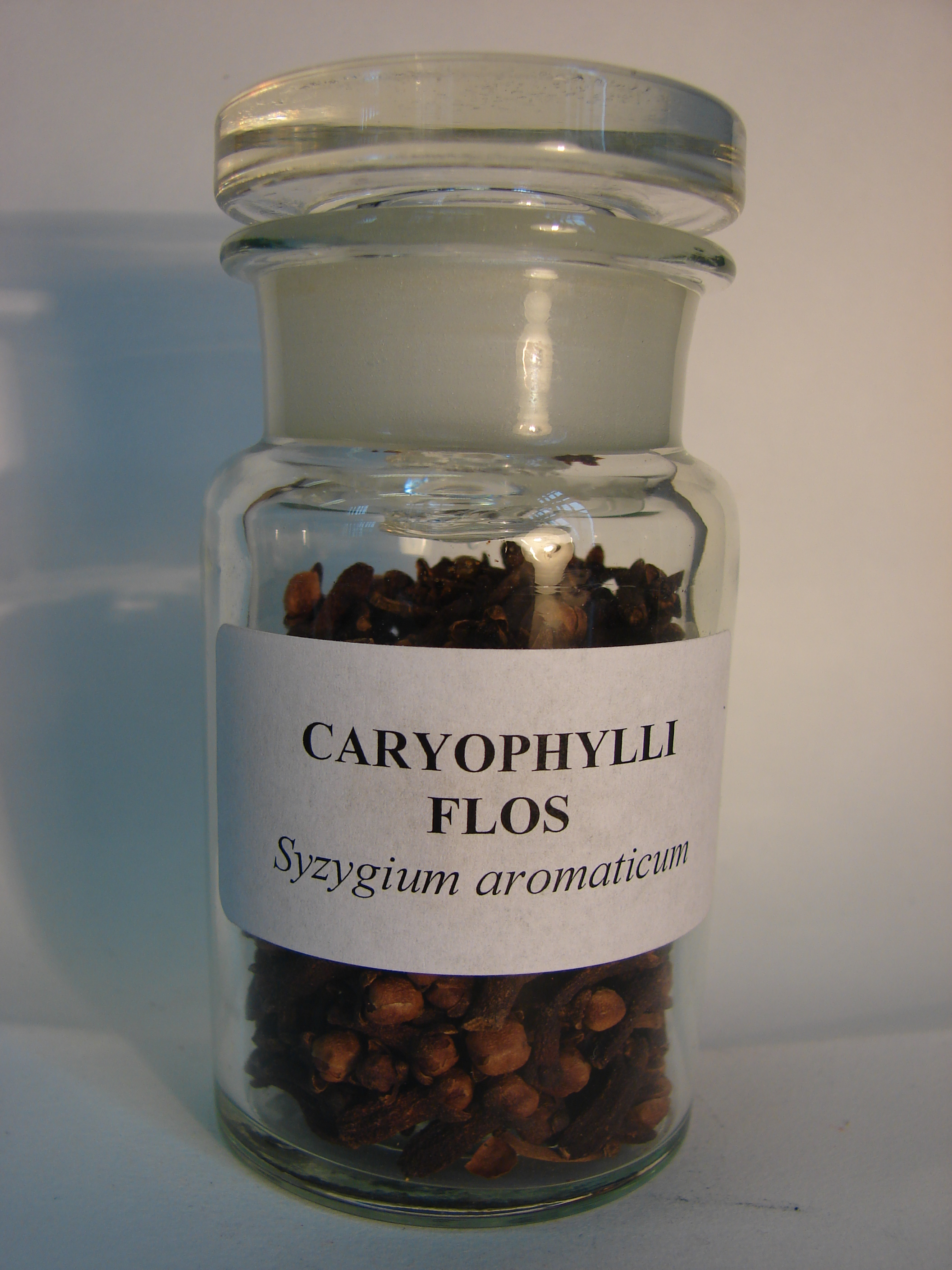
Hřebíček
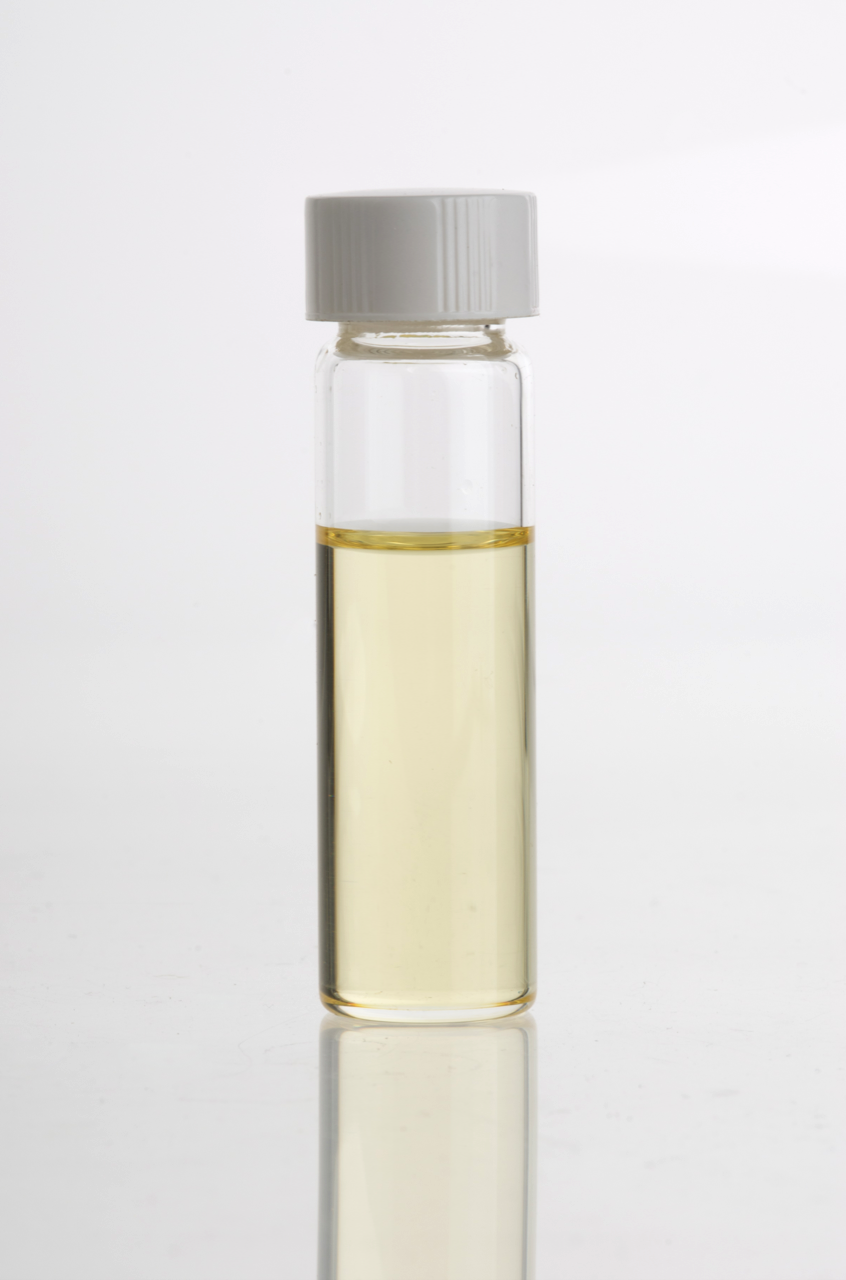
Silice z hřebíčkovce vonného

### Technické produkty
Z kůry S. antisepticum se získává červené barvivo k barvení látek a rybářských sítí a také slouží k výrobě pochodní. Kůra hřebíčkovce šabrejového poskytuje hnědé barvivo, S. pachysarcum žlutohnědé, S. cordatum modré.
Rozdrcená kůra S. cordatum se používá v Africe jako barbasko při lovu menších ryb.